# Antecipação

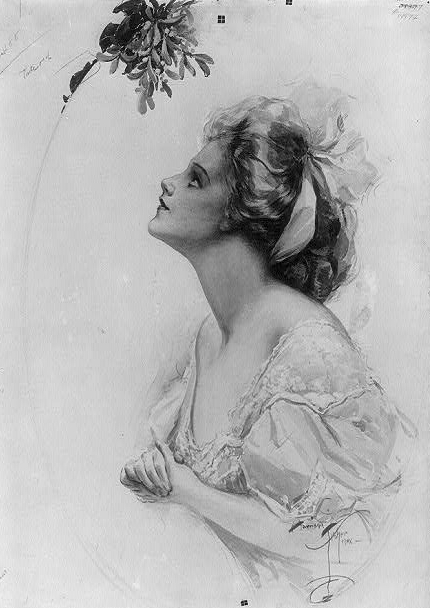
Anticipation (1909) de Harrison Fisher

Antecipação é um sentimento positivo ou negativo referente a algo que pode acontecer no futuro; é também um mecanismo de defesa do indivíduo amadurecido. Entre as emoções provocadas pela antecipação incluem medo, ansiedade, confiança e esperança.

## Mecanismo de defesa
Como mecanismo de defesa, a antecipação é a capacidade de perceber o perigo ou frustração futuros afetiva e cognitivamente de modo a conseguir controlar o conflito em pequenos passos, por exemplo, uma quantidade moderada de ansiedade gerada por fatos antes de uma cirurgia, promovem a adaptação pós-cirúrgica.
Robin Skynner considerou a antecipação como uma das "formas maduras de lidar com o estresse real... Você reduz o estresse de algum desafio, antecipando como será e se preparando para como você vai lidar com ele". There is evidence that "the use of mature defenses (sublimation, anticipation) tended to increase with age".

## Desejo
"A antecipação é o ingrediente central no desejo sexual." Como "o sexo tem um componente cognitivo importante - o elemento mais importante para o desejo é a antecipação positiva". Um nome para uma antecipação prazerosa é a excitação. Quanto mais se conhece o parceiro sexual, mais se pode contar com satisfação, mas menos com a emoção e a antecipação.
Mais genericamente, a antecipação é uma força central de motivação na vida cotidiana - "o processo normal de antecipação imaginativa ou de especulação sobre o futuro". Para aproveitar a vida, "é preciso ter uma crença no Tempo como um meio promissor para fazer as coisas; é necessário ser capaz de sofrer as dores e os prazeres da antecipação e do adiamento".

## Fenomenologia
Para o filósofo fenomenológico Edmund Husserl, a antecipação é uma característica essencial da ação humana. "Em toda ação conhecemos a meta antecipadamente na forma de uma antecipação que é 'vazia', no sentido de vaga ... e [nós] buscamos através de nossa ação trazê-la passo a passo para a realização concreta".